# Sandsäckspindel
Sandsäckspindel (Clubiona neglecta) är en spindelart som beskrevs av O. Pickard-Cambridge 1862. Sandsäckspindel ingår i släktet Clubiona och familjen säckspindlar. Arten är reproducerande i Sverige. Inga underarter finns listade i Catalogue of Life.